# Friedrich Nietzschepriset
Friedrich Nietzschepriset är en tysk litterär utmärkelse uppkallad efter Friedrich Nietzsche, som delas ut av förbundslandet Sachsen-Anhalt. Prisbeloppet är 15 000 euro och tilldelas för tyskspråkiga essäer eller vetenskapliga arbeten som behandlar filosofiska frågor.  

## Pristagare
- 1996 Wolfgang Müller-Lauter, Berlin
- 1998 Curt Paul Janz, Basel
- 2000 Rüdiger Safranski, Berlin
- 2002 Marie-Luise Haase, Berlin och Michael Kohlenbach, Basel
- 2004 Durs Grünbein, Berlin
- 2006 Silvio Vietta, Hildesheim
- 2009 Ludger Lütkehaus, Freiburg
- 2012 Andreas Urs Sommer, Heidelberg
- 2015 Martin Walser, Überlingen
- 2017 Wolfram Groddeck